# Brezolupy
Brezolupy (in ungherese: Bánnyíres) è un comune della Slovacchia facente parte del distretto di Bánovce nad Bebravou, nella regione di Trenčín.